# 花村怜美
花村 怜美（はなむら さとみ、1984年7月3日 - ）は、日本の女優、声優。東京都出身。ATプロダクション所属。

## 略歴
子役になった理由は「ミュージカルの舞台に立ちたい!」と思ったからである。子役時代、夢が叶ってミュージカルの舞台に立つことができたという。
2000年、映画『バトル・ロワイアル』に16番・中川有香役で出演した。
子役から声優に転身したきっかけは、高校生の時にオリジナル・ビデオアニメのオーディションを受験して合格したことからである。声優としては、2002年のOVA『Happy World!』エル役で初主演を果たす。ヒロインに抜擢されたの驚きだったという。声優の現場では、初めてのことばかりでかなり戸惑っていたという。職業としての声優は興味深く、やりがいも感じ、「続けられるなら、声優の仕事を続けたい」と思うようになったという。その後、『東京マグニチュード8.0』の小野沢未来やゲーム『ギャラクシーエンジェルII』のアニス・アジート、『秒速5センチメートル』「コスモナウト」の澄田花苗などを演じる。
稲村優奈とともに、2011年まで声優ユニット「sorachoco」（そらちょこ）を結成し音楽活動を行っていた。

## 人物
特技は、タップダンス、ピアノ。趣味は、読書、写真撮影（主に空）。苦手な食べ物はレバー。
座右の銘は「継続は力なり」。尊敬している女優、声優は戸田恵子。

## 出演
太字はメインキャラクター。

### テレビアニメ
2003年
- こちら葛飾区亀有公園前派出所（紀香）
- HAPPY★LESSON ADVANCE（女性客）

2004年
- 風人物語（ミキ）
- Get Ride! アムドライバー（ミルン・ハッキネン）

2005年
- こいこい7（女の子、女生徒A）
- シュガシュガルーン（有坂棗）
- 南の島の小さな飛行機 バーディー（フィン）
- 蟲師（サネ）

2006年
- おねがいマイメロディ 〜くるくるシャッフル!〜（沙織）
- 僕等がいた（矢野〈子供時代〉）
- ギャラクシーエンジェる〜ん（アニス・アジート）
- コヨーテ ラグタイムショー（ジャニアリー）
- スクールランブル 二学期（鬼怒川綾乃）
- 妖怪人間ベム（松井なつめ）
- RGBアドベンチャー（ベッキー）

2007年
- ケンコー全裸系水泳部 ウミショー（小柴あきら、新美らん、アナウンス、幼少時代の要）

2008年
- まめうしくん（ピン子）

2009年
- ジュエルペット（壁野花子）
- 07-GHOST（占い師）
- 東京マグニチュード8.0（小野沢未来）

2010年
- クッキンアイドル アイ!マイ!まいん!（いちの）

2016年
- カミワザ・ワンダ（ヒナ先生、ミライの母、ガッキミン、バネミン、プラグミン、スローミン、子供）
- ベイブレードバースト（榊カタナ）

2017年
- THE REFLECTION（リサ・リビングストン）

### 劇場アニメ
- 秒速5センチメートル（2007年、澄田花苗[5]）
- だれかのまなざし（2013年、岡村綾）

### OVA
- HAPPY★LESSON THE TV（2002年、女性客）
- Happy World!（2002年、エル）
- サクラカプセル（2014年、少年）

### ゲーム
2004年
- 逆転裁判3 プロモーション映像（綾里真宵）

2005年
- MYST IV Revelation（イーシャ）

2006年
- ギャラクシーエンジェルII（2006年 - 2009年、アニス・アジート）

2007年
- 逆転裁判4 プロモーション映像（宝月茜）
- テニスの王子様 ドキドキサバイバル 海辺のSecret（小日向つぐみ）

2010年
- ノーモア★ヒーローズ2 デスパレートストラグル（黄川一子 / クランベリー）

2015年
- PROJECT X ZONE 2：BRAVE NEW WORLD（綾里真宵）

2016年
- 逆転裁判6（綾里真宵）

2018年
- アトリエオンライン 〜ブレセイルの錬金術士〜（ネトル）

### ドラマCD
- RGBアドベンチャー完結編（2007年、ベッキー）
- 妄想ボイスCD（2007年 - 2008年、副委員長 矢地恵、ネコ耳娘 ビビ＝アン）
- 逆転裁判（2014年 - 2016年、綾里真宵）

### ラジオ
- サブちゃん一家の、だからアニメはやめられない!?（音泉、〜第77回（2006年3月31日配信））
- ギャラクシーエンジェる〜ん（後に「ピャパプピーペンピェぷ〜ん」に名称変更）（ランティスウェブラジオ：2006年4月 - 2007年12月）
- ことと ふたりこと（音泉：2007年7月 - 2007年12月）
- sorachocoとゆかいな泉たち（zakzak:2008年1月 - 2008年12月）
- そちたち（zakzak：2009年4月30日 - 2011年1月13日）
- 花村怜美のまどらく（あるとら：？ - 2010年1月）

### ラジオドラマ
- ラジオ幻想水滸伝 集まれ! 108星!（オデッサ・シルバーバーグ）
- 青春アドベンチャー「らせん階段」（ヘレン）
- 青春アドベンチャー 「紺碧の反逆児 天草四郎」（みわ）
- 青春アドベンチャー 「黄金仮面」
- 青春アドベンチャー 「移動都市」（キャサリン）

### 映画
- 悪役パパ（1993年） - 茶川静香 役
- 夏時間の大人たち（1997年） - ひとみ 役
- バトル・ロワイアル（2000年） - 16番:中川有香 役
- つるしびな（2011年） - 大泉香苗 役

### 舞台
- ダンスアクションミュージカル「スペースモンキー～新・西遊記Ⅱ～」- 孫悟転 役
- TOKYOアリス（2000年8月12日 - 13日、渋谷クロスタワーホール） - ダンデライオン 役
- TOKYOアリス2001（2001年8月3日 - 4日、銀座博品館劇場）- ダンデライオン 役
- スキマニVol.2「Rulebook Junkies～溺れるような恋をしては、ならない。～」（2007年10月19日 - 22日、アイピット目白） - 三ノ輪恵子 役
- Wingless～無翼の天使は地を駆ける～　- ナレーション
- DRAGON'S HEAVEN vol.Ⅱ 怒涛篇 鋼の城より、愛を込めて - CRY,from FORTRESS of HEARTS - 徳川慶喜 役
- FREE（S）プロデュース公演「Time Capsule-タイムカプセル-」(2011年3月29日 - 4月3日、笹塚ファクトリー) - 里美 役
- DRAGON'S HEAVEN Vol.4 完結篇 For The Stainless Innocence ‐無垢なる子らのために‐（2011年6月16日 - 21日、日暮里d-倉庫） - 受け継ぐ者 役
- HYBRID PROJECT vol.5「MIDNIGHT DREAM～機械城奇譚～」（2011年11月4日 - 9日、中目黒キンケロシアター）- 電話15号 役
- 大和魂VOL.1「最後のラーメン」（2011年12月16日 - 12月18日、新中野ワニズホール）- A子 役
- 大魂II〜rocket&all〜（2012年11月22日 - 11月25日、新中野ワニズホール）
- 朗読劇「最後のラーメン2012」（2012年12月30日、bambi（バンビ））- A子 役
- 大和ワニズムIII〜3〜「楽園のヒロインと絆の王子様」（2013年3月29日 - 3月31日、新中野ワニズホール）- 奏 役
- STAGE×12 vol.2「ドキュメン?」（2013年5月14日 - 17日、赤坂GENKI劇場）- マキ 役
- 大和電劇隊presents「大和監督殺人事件」（2013年7月20日 - 21日、新中野ワニズホール）
- 大和魂Ⅲ マザー＆アクター「私の中のアクトレス」（2013年8月23日 - 25日、新中野ワニズホール） - 花子 役
- 大和優雅震災三部作『スイヘーリーベ』「スイヘーリーベ僕の船＆ホワイトタイガース」「楽園のヒロインと絆の王子様」（2014年3月28日 - 30日、新中野ワニズホール）
- 謎のキューピー第6回公演「地獄の同窓会」（2015年2月17日 - 22日、下北沢 Geki地下Liberty）
- 下町ダニーローズ第17回公演「真景累ケ淵殺人事件」（2015年5月7日 - 18日、シアターグリーン BIG TREE THEATER）- 萬屋菊子 役
- 謎のキューピー第7回公演「鏡の中の女」（2015年8月18日 - 23日、下北沢 Geki地下Liberty）
- リーディングライブ「UBUGOE ～Voice of comedy～ vol.6」（2015年9月16日、亀有リリオホール）
- 神田時来組 本公演「大改訂版!!そして龍馬は殺された〜幕末モンだけどアルゼンチンタンゴから歌謡曲までなんでも使ってもいいよね〜」（2016年4月27日 - 5月1日、俳優座劇場）
- 朗読劇「時空NONフィクション 三國戦国 ～曹操 対 信長～」（2018年2月10日 - 11日、赤坂CHANCEシアター）- 曹操 役
- ライオン・パーマ party.37「家庭教師マミヤ」（2025年2月5日 - 9日、下北沢駅前劇場）[9]

### ユニット
- sorachoco（花村怜美、稲村優奈）
- ルーンエンジェル隊（花村怜美、稲村優奈、明坂聡美、平野綾、中山恵里奈）

### CD
- ギャラクシーエンジェる〜ん キャラクターCD Vol.2 アニス・アジート（2006年10月4日発売）
- 宇宙で恋は☆るるんルーン（ルーンエンジェル隊・2006年10月25日発売）

### DVD
- ACCESS（2006年1月27日発売）小泉由紀子役

### ナレーション
- NEWS23（2015年11月3日）

### その他コンテンツ
- 逆転裁判 東京ゲームショウ 特別法廷2005（2005年、綾里真宵、宝月茜）
- 逆転裁判 東京ゲームショウ 特別法廷2006（2006年、綾里真宵）
- 特選裁判（2006年、綾里真宵、宝月茜）
- 逆転裁判10周年 特別法廷（2012年、綾里真宵）
- 逆転裁判6 完成披露会 特別法廷（2016年、綾里真宵）